# لوئیس پرز (بازیکن فوتبال، زاده ۱۹۷۱)
لوئیس پرز (انگلیسی: Luis Pérez؛ زادهٔ ۹ فوریهٔ ۱۹۷۱) بازیکن فوتبال اهل اسپانیا است.
از باشگاه‌هایی که در آن بازی کرده‌است می‌توان به باشگاه فوتبال اوساسونا و باشگاه فوتبال رئال سوسیداد اشاره کرد.
وی همچنین در تیم‌های ملی فوتبال زیر ۲۳ سال اسپانیا و باسک بازی کرده‌است.